# Пендембу
Пендембу (англ. Pendembu) — город на юго-востоке Сьерра-Леоне, на территории Восточной провинции. Входит в состав округа Кайлахун.

## Географическое положение
Город находится в восточной части провинции, к востоку от реки Моа, вблизи границы с Либерией, на расстоянии приблизительно 273 километров к востоку-юго-востоку (ESE) от столицы страны Фритауна. Абсолютная высота — 248 метров над уровнем моря.

## Население
По данным переписи 1985 года численность населения города составляла 5 644 человек.
Динамика численности населения города по годам:
| 1963  | 1974  | 1985  | 2013   |
| ----- | ----- | ----- | ------ |
| 2 696 | 4 270 | 5 644 | 11 477 |

Языками общения служат менде и крио.

## Транспорт
Ближайший аэропорт расположен в городе Тонго.